# Puerta del Sol (Toledo)
La Puerta del Sol es una puerta medieval de la ciudad española de Toledo.

## Descripción

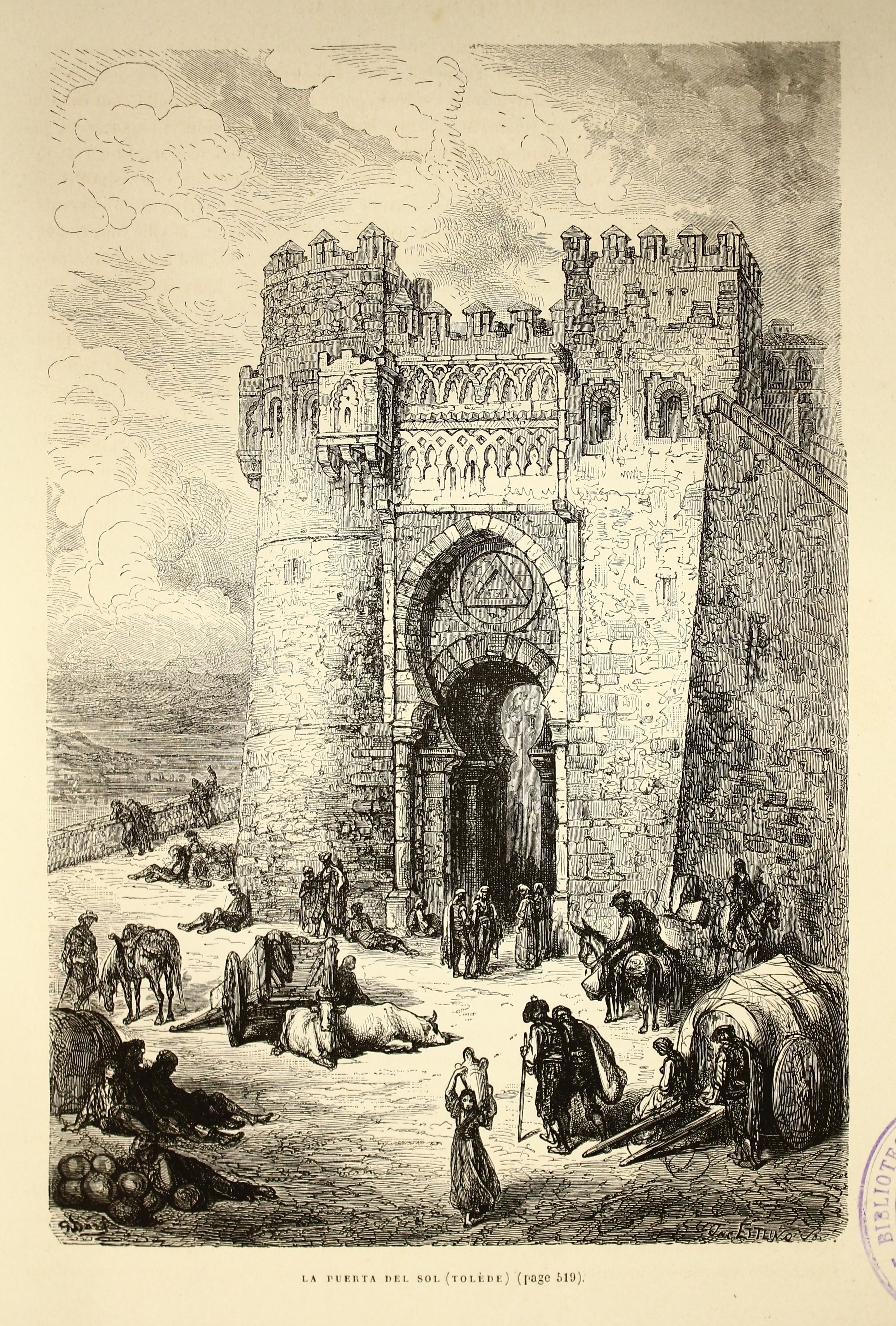
Vista de la puerta por Gustave Doré

Tiene un estilo mudéjar y fue construida para dar acceso a la ciudad amurallada. 
Se trata de una puerta de albarrana, de carácter conmemorativo, de gran influencia nazarí. Está fechada en el último cuarto del siglo XIV. 
El arco de acceso es un arco de herradura y es acogido por un arco de herradura apuntado. Está construida en piedra, sillería y mampostería. Las almenas, los merlones y el friso de la puerta son de ladrillo. Con arcos lobulados entrelazados. Recibe su nombre de un relieve en el lado extramuros, en el que entre otras figuras aparece un sol.